# قطيفة نحيلة
قطيفة نحيلة أو قطيفة خضراء (الاسم العلمي: Amaranthus viridis)، نوع من جنس القطيفة. هو نبات عشبي حولي قائم، أملس، يعلو نحو 60-80 سم.